# رقص (باسن)
«رقص» تک‌آهنگی از هنرمند اهل ایالات متحده آمریکا بیگ شان، نیکی میناژ است که در ۲۰ سپتامبر ۲۰۱۱ منتشر شد.
این تک‌آهنگ در چارت‌های ، جزو ده ترانه اول قرار گرفت.